# فيتو باربييري
فيتو باربييري (بالإنجليزية: Vito Barbieri)‏ هو محامي وسياسي أمريكي، ولد في 22 أكتوبر 1951 في سان أنطونيو في الولايات المتحدة. حزبياً، نشط في الحزب الجمهوري. وقد انتخب عضو مجلس نواب ايداهو.